# Frohnhausen (Gladenbach)
Frohnhausen (zur Eingemeindung Frohnhausen bei Gladenbach) ist ein Dorf im Osten des Hessischen Hinterlandes und als solches ein Stadtteil der Stadt Gladenbach im mittelhessischen Landkreis Marburg-Biedenkopf.

## Geographie
Der Ort liegt im Gladenbacher Bergland und damit im Naturpark Lahn-Dill-Bergland im Allnatal.

## Geschichte

### Ortsgeschichte
Die älteste bekannte schriftliche Erwähnung von Frohnhausen erfolgte unter dem Namen Fronhusen im Jahr 1338. Damals gehörte der Ort zum Lahngau.
Die Statistisch-topographisch-historische Beschreibung des Großherzogthums Hessen berichtet 1830 über Frohnhausen:

„Frohnhausen (L. Bez. Gladenbach) evangel. Filialdorf; liegt an der Alnau 1 St. von Gladenbach, hat 33 Häuser und 185 evangelische Einwohner, so wie 1 Mahl- und Oelmühle. Die Einwohner, aus Bauern bestehend, sind trotz dem, daß viel Fleiß und Ordnungsliebe bei ihnen herrschend ist, doch im Allgemeinen arm zu nennen.“

Hessische Gebietsreform (1970–1977)
Zum 1. Juli 1974 erfolgte im Zuge der Gebietsreform in Hessen durch Landesgesetz der Zusammenschluss der Stadt Gladenbach mit den Gemeinden Bellnhausen, Diedenshausen, Erdhausen, Friebertshausen, Frohnhausen b. Gladenbach, Kehlnbach, Mornshausen a. S., Rachelshausen, Römershausen, Rüchenbach, Sinkershausen, Weidenhausen und Weitershausen zu heutigen Stadt Gladenbach. Für alle ehemals eigenständigen Gemeinden und die Kernstadt Gladenbach wurden Ortsbezirke mit Ortsbeirat und Ortsvorsteher nach der Hessischen Gemeindeordnung gebildet.

### Ortsname
Die Ortsnamensendung -hausen lässt eine fränkische Besiedlung vermuten. Der Ortsname wird von Fron (Herr) abgeleitet. Das Fronhus war also ein Herrenhof.
Vor der Eingemeindung in die Stadt Gladenbach hieß Frohnhausen amtlich Frohnhausen bei Gladenbach oder kurz Frohnhausen b. Gladenbach oder Frohnhausen b. Gl. zur Unterscheidung von anderen Frohnhausens, insbesondere dem im selben Kreisgebiet gelegenen Frohnhausen b. Battenberg. Neben der amtlichen existierten einige weitere Schreibweisen, wie Frohnhausen/Gladenbach oder Frohnhausen (Gladenbach). Die Schreibweisen mit Namenszusatz sind heute noch gelegentlich gebräuchlich.

### Verwaltungsgeschichte im Überblick
Die folgende Liste zeigt die Staaten und Verwaltungseinheiten, denen Frohnhausen angehört(e):
- vor 1567: Heiliges Römisches Reich, Landgrafschaft Hessen, Amt Blankenstein, Untergericht Gladenbach
- ab 1567: Heiliges Römisches Reich, Landgrafschaft Hessen-Marburg, Amt Blankenstein, Untergericht Gladenbach[9]
- 1604–1648: strittig zwischen Hessen-Kassel und Hessen-Darmstadt (Hessenkrieg)
- ab 1604: Heiliges Römisches Reich, Landgrafschaft Hessen-Kassel, Amt Blankenstein
- ab 1627: Heiliges Römisches Reich, Landgrafschaft Hessen-Darmstadt, Oberfürstentum Hessen, Amt Blankenstein, Untergericht Gladenbach[10][11]
- ab 1806: Großherzogtum Hessen,[Anm. 2] Fürstentum Oberhessen, Amt Blankenstein, Land- und Rügengericht[12]
- ab 1815: Großherzogtum Hessen, Provinz Oberhessen, Amt Blankenstein
- ab 1821: Deutscher Bund, Großherzogtum Hessen, Provinz Oberhessen, Landratsbezirk Gladenbach[Anm. 3]
- ab 1832: Großherzogtum Hessen, Provinz Oberhessen, Kreis Biedenkopf
- ab 1848: Großherzogtum Hessen, Regierungsbezirk Biedenkopf
- ab 1852: Großherzogtum Hessen, Provinz Oberhessen, Kreis Biedenkopf
- ab 1867: Norddeutscher Bund[Anm. 4], Königreich Preußen, Provinz Hessen-Nassau,[Anm. 5] Regierungsbezirk Wiesbaden, Kreis Biedenkopf (übergangsweise Hinterlandkreis)[11]
- ab 1871: Deutsches Reich, Königreich Preußen, Provinz Hessen-Nassau, Regierungsbezirk Wiesbaden, Kreis Biedenkopf
- ab 1918: Deutsches Reich (Weimarer Republik), Freistaat Preußen, Provinz Hessen-Nassau, Regierungsbezirk Wiesbaden, Kreis Biedenkopf
- ab 1932: Deutsches Reich, Freistaat Preußen, Provinz Hessen-Nassau, Regierungsbezirk Wiesbaden, Landkreis Dillenburg
- ab 1933: Deutsches Reich, Freistaat Preußen, Provinz Hessen-Nassau, Regierungsbezirk Wiesbaden, Landkreis Biedenkopf
- ab 1944: Deutsches Reich, Freistaat Preußen, Provinz Nassau, Landkreis Biedenkopf
- ab 1945: Amerikanische Besatzungszone,[Anm. 6] Groß-Hessen, Regierungsbezirk Wiesbaden, Landkreis Biedenkopf
- ab 1946: Amerikanische Besatzungszone, Hessen, Regierungsbezirk Wiesbaden, Landkreis Biedenkopf
- ab 1949: Bundesrepublik Deutschland, Hessen, Regierungsbezirk Wiesbaden, Landkreis Biedenkopf
- ab 1968: Bundesrepublik Deutschland, Hessen, Regierungsbezirk Darmstadt, Kreis Biedenkopf
- ab 1974: Bundesrepublik Deutschland, Hessen, Regierungsbezirk Kassel, Landkreis Marburg-Biedenkopf, Stadt Gladenbach[Anm. 7]
- ab 1981: Bundesrepublik Deutschland, Hessen, Regierungsbezirk Gießen, Landkreis Marburg-Biedenkopf, Stadt Gladenbach

### Gerichte seit 1821
Die Rechtsprechung ging 1821 im Rahmen der Trennung von Justiz und Verwaltung auf die neu geschaffenen Landgerichte über. „Landgericht Gladenbach“ war von 1821 bis zur Abtretung an Preußen 1866 die Bezeichnung für das erstinstanzliche Gericht in Gladenbach. Für die Provinz Oberhessen wurde das Hofgericht Gießen als Gericht der zweiten Instanz eingerichtet. Übergeordnet war das Oberappellationsgericht Darmstadt.
Nach der Abtretung des Kreises Biedenkopf an Preußen infolge des Friedensvertrags vom 3. September 1866 zwischen dem Großherzogtum Hessen und dem Königreich Preußen wurde der Landgerichtsbezirk Gladenbach preußisch. Im Juni 1867 erging eine königliche Verordnung, die die Gerichtsverfassung im vormaligen Herzogtum Nassau und den vormals zum Großherzogtum Hessen gehörenden Gebietsteilen neu ordnete. Die bisherigen Gerichtsbehörden wurden aufgehoben und durch Amtsgerichte in erster, Kreisgerichte in zweiter und ein Appellationsgericht in dritter Instanz ersetzt. Im Zuge dessen erfolgte am 1. September 1867 die Umbenennung des bisherigen Landgerichts in Amtsgericht Gladenbach. Die Gerichte der übergeordneten Instanzen waren das Kreisgericht Dillenburg und das Appellationsgericht Wiesbaden.
Vom 1. Oktober 1944 bis 1. Januar 1949 gehörte das Amtsgericht Gladenbach zum Landgerichtsbezirk Limburg, danach wieder zum Landgerichtsbezirk Marburg. Am 1. Juli 1968 erfolgte die Aufhebung des Amtsgerichts Gladenbach, welches fortan als Zweigstelle des Amtsgerichts Biedenkopf fungierte. Am 1. November 2003 wurde diese Zweigstelle aufgelöst.

## Bevölkerung

### Einwohnerstruktur 2011
Nach den Erhebungen des Zensus 2011 lebten am Stichtag dem 9. Mai 2011 in Frohnhausen 312 Einwohner. Darunter waren 3 (= 1,0 %) Ausländer.
Nach dem Lebensalter waren 51 Einwohner unter 18 Jahren, 135 zwischen 18 und 49, 63 zwischen 50 und 64 und 66 Einwohner waren älter.
Die Einwohner lebten in 123 Haushalten. Davon waren 30 Singlehaushalte, 36 Paare ohne Kinder und 38 Paare mit Kindern, sowie 9 Alleinerziehende und keine Wohngemeinschaften. In 18 Haushalten lebten ausschließlich Senioren/-innen und in 78 Haushaltungen leben keine Senioren/-innen.

### Einwohnerentwicklung
| Quelle: | Historisches Ortslexikon                                                  |
| • 1502: | 011 Männer                                                                |
| • 1577: | 011 Hausgesesse                                                           |
| • 1630: | 013 Hausgesesse (7 zweispännige, 3 einspännige Ackerleute, 3 Einläuftige) |
| • 1742: | 027 Haushalte                                                             |
| • 1791: | 109 Einwohner                                                             |
| • 1800: | 137 Einwohner                                                             |
| • 1806: | 164 Einwohner, 26 Häuser                                                  |
| • 1829: | 185 Einwohner, 33 Häuser                                                  |

| Frohnhausen: Einwohnerzahlen von 1791 bis 2020 | Frohnhausen: Einwohnerzahlen von 1791 bis 2020 | Frohnhausen: Einwohnerzahlen von 1791 bis 2020 | Frohnhausen: Einwohnerzahlen von 1791 bis 2020 | Frohnhausen: Einwohnerzahlen von 1791 bis 2020 |
| --- | ---------------------------------------------- | ---------------------------------------------- | ---------------------------------------------- | ---------------------------------------------- |
| Jahr |                                                |                                                |                                                | Einwohner                                      |
| 1791 | 1791                                           |                                                | 109                                            | 109                                            |
| 1800 | 1800                                           |                                                | 137                                            | 137                                            |
| 1806 | 1806                                           |                                                | 164                                            | 164                                            |
| 1829 | 1829                                           |                                                | 185                                            | 185                                            |
| 1834 | 1834                                           |                                                | 195                                            | 195                                            |
| 1840 | 1840                                           |                                                | 215                                            | 215                                            |
| 1846 | 1846                                           |                                                | 190                                            | 190                                            |
| 1852 | 1852                                           |                                                | 212                                            | 212                                            |
| 1858 | 1858                                           |                                                | 215                                            | 215                                            |
| 1864 | 1864                                           |                                                | 191                                            | 191                                            |
| 1871 | 1871                                           |                                                | 186                                            | 186                                            |
| 1875 | 1875                                           |                                                | 181                                            | 181                                            |
| 1885 | 1885                                           |                                                | 198                                            | 198                                            |
| 1895 | 1895                                           |                                                | 214                                            | 214                                            |
| 1905 | 1905                                           |                                                | 233                                            | 233                                            |
| 1910 | 1910                                           |                                                | 239                                            | 239                                            |
| 1925 | 1925                                           |                                                | 231                                            | 231                                            |
| 1939 | 1939                                           |                                                | 238                                            | 238                                            |
| 1946 | 1946                                           |                                                | 356                                            | 356                                            |
| 1950 | 1950                                           |                                                | 328                                            | 328                                            |
| 1956 | 1956                                           |                                                | 275                                            | 275                                            |
| 1961 | 1961                                           |                                                | 277                                            | 277                                            |
| 1967 | 1967                                           |                                                | 279                                            | 279                                            |
| 1980 | 1980                                           |                                                | ?                                              | ?                                              |
| 1990 | 1990                                           |                                                | ?                                              | ?                                              |
| 2000 | 2000                                           |                                                | 350                                            | 350                                            |
| 2006 | 2006                                           |                                                | 340                                            | 340                                            |
| 2011 | 2011                                           |                                                | 312                                            | 312                                            |
| 2015 | 2015                                           |                                                | 298                                            | 298                                            |
| 2020 | 2020                                           |                                                | 299                                            | 299                                            |
| Datenquelle: Historisches Gemeindeverzeichnis für Hessen: Die Bevölkerung der Gemeinden 1834 bis 1967. Wiesbaden: Hessisches Statistisches Landesamt, 1968. Weitere Quellen: LAGIS:; Ab 2000 Stadt Gladenbach (webarchiv); Zensus 2011 |                                                |                                                |                                                |                                                |

### Historische Religionszugehörigkeit
| Quelle: | Historisches Ortslexikon                                              |
| • 1829: | 185 evangelische (100 %) Einwohner                                    |
| • 1885: | 198 evangelische (100 %) Einwohner                                    |
| • 1961: | 251 evangelische (90,61 %), 26 römisch-katholische (9,39 %) Einwohner |

### Historische Erwerbstätigkeit
| • 1867: | 68 Erwerbspersonen in der Landwirtschaft, 2 im Verkehr                                                                                              |
| • 1961: | 80 Erwerbspersonen in der Land- und Forstwirtschaft, 54 im produzierenden Gewerbe, 13 im Handel und Verkehr, 10 bei Dienstleistungen und Sonstigem. |

## Sehenswürdigkeiten
Im Ort befindet sich eine der drei nach ihrem Äußeren so genannten Kaffeemühlenkirchen im Landkreis.

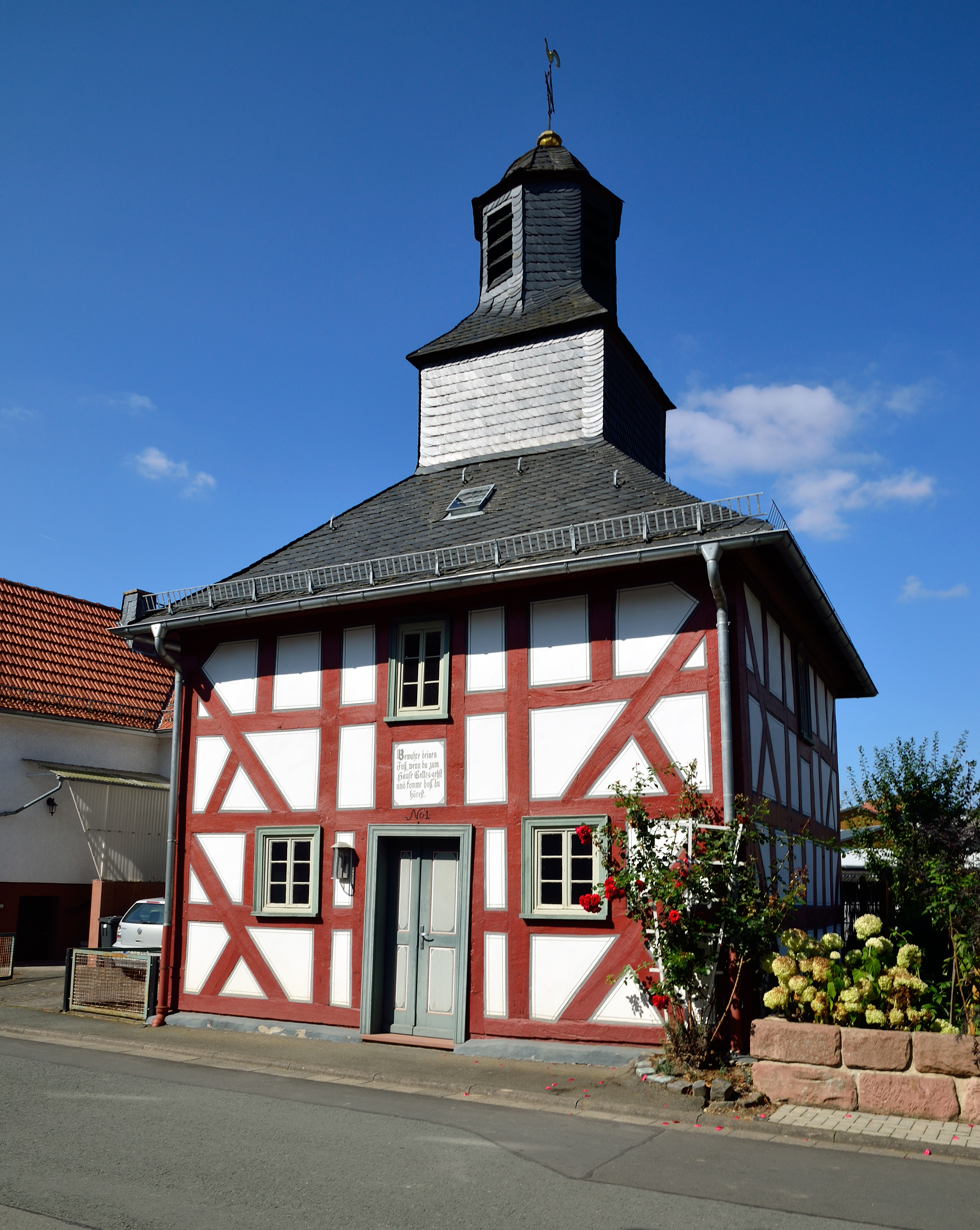
Pfarrkirche
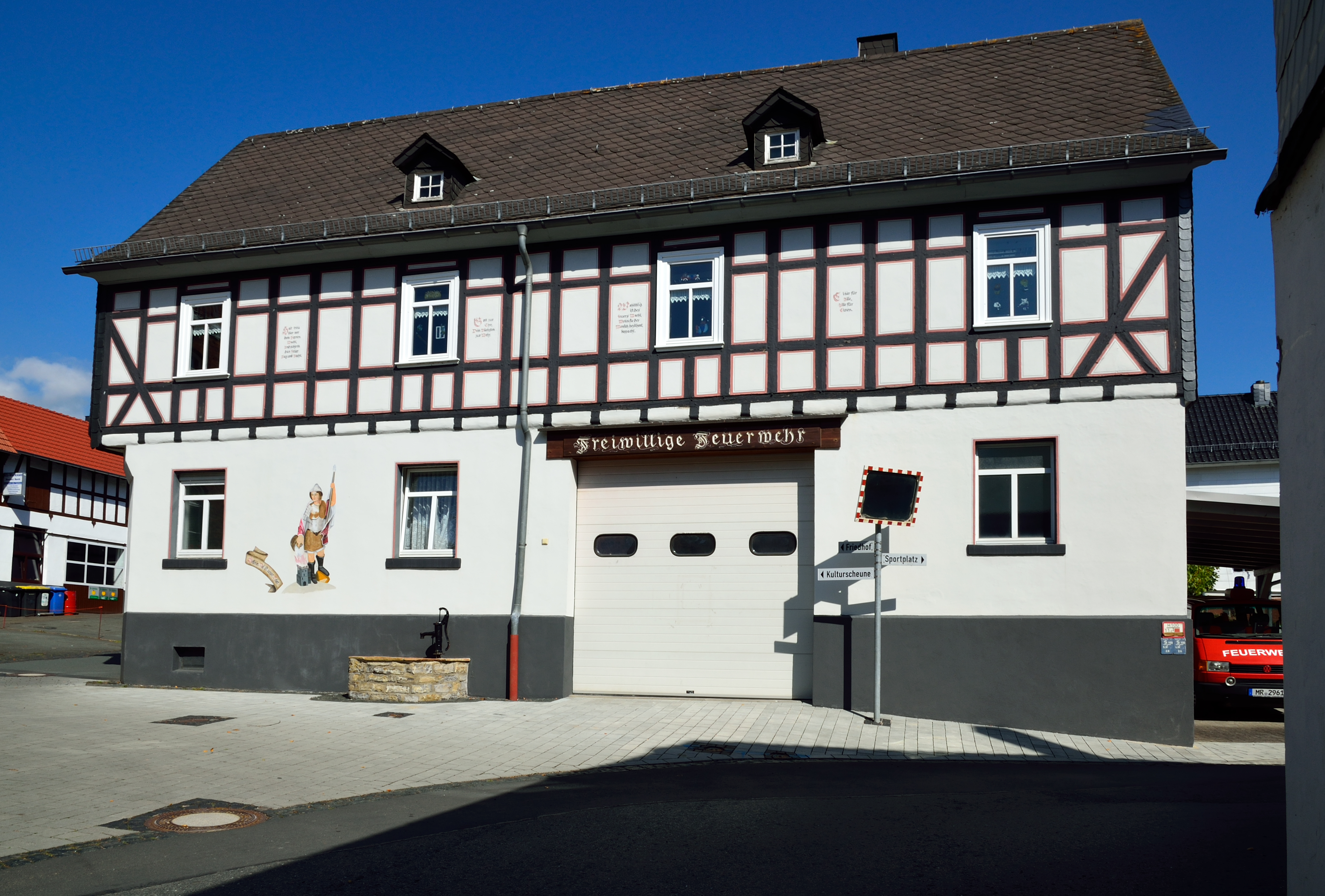
Feuerwehrhaus